# Europamästerskapet i fotboll för damer 2001
Europamästerskapet i fotboll för damer 2001, officiellt UEFA Women's Euro 2001, spelades i Tyskland mellan den 23 juni och 7 juli. Turneringen vanns av hemmanationen Tyskland.

## Kval
I kvalet deltog 33 nationer fördelade i två divisioner. Endast de högst rankade lagen, som spelade i den övre divisionen, kunde kvala in till EM-slutspelet medan lagen i den nedre divisionen tävlade om uppflyttning till den övre divisionen inför nästa kval. Gruppvinnarna i de fyra grupperna i den övre divisionen gick direkt till slutspelet och grupptvåorna och grupptreorna fick spela ett playoff om de resterande fyra platserna.

### Kvalificerade lag
| Grupp A                                 | Grupp B                               |
| --------------------------------------- | ------------------------------------- |
| England · Ryssland · Sverige · Tyskland | Danmark · Frankrike · Italien · Norge |

## Gruppspel

### Grupp A
| Nr | Lag      | S | V | O | F | GM | IM | MS  | P |
| -- | -------- | - | - | - | - | -- | -- | --- | - |
| 1  | Tyskland | 3 | 3 | 0 | 0 | 11 | 1  | +10 | 9 |
| 2  | Sverige  | 3 | 2 | 0 | 1 | 6  | 3  | +3  | 6 |
| 3  | Ryssland | 3 | 0 | 1 | 2 | 1  | 7  | −6  | 1 |
| 4  | England  | 3 | 0 | 1 | 2 | 1  | 8  | −7  | 1 |

|             | 23 juni 2001 | Tyskland                                  | 3 – 1           | Sverige             | Steigerwaldstadion                                        |                                                           |
| 14:15 UTC+2 | 14:15 UTC+2  | Claudia Müller 42′, 65′ Maren Meinert 78′ | (1 – 1) Rapport | 14′ Hanna Ljungberg | Erfurt Publik: 10 252 Domare: Katriina Elovirta (Finland) | Erfurt Publik: 10 252 Domare: Katriina Elovirta (Finland) |
| 14:15 UTC+2 | 14:15 UTC+2  |                                           |                 |                     | Erfurt Publik: 10 252 Domare: Katriina Elovirta (Finland) | Erfurt Publik: 10 252 Domare: Katriina Elovirta (Finland) |
| 14:15 UTC+2 | 14:15 UTC+2  |                                           |                 |                     | Erfurt Publik: 10 252 Domare: Katriina Elovirta (Finland) | Erfurt Publik: 10 252 Domare: Katriina Elovirta (Finland) |

|             | 24 juni 2001 | Ryssland                    | 1 – 1           | England          | Ernst-Abbe-Sportfeld                                |                                                     |
| 17:30 UTC+2 | 17:30 UTC+2  | Aleksandra Svetlitskaja 62′ | (0 – 1) Rapport | 45′ Angela Banks | Jena Publik: 1 253 Domare: Ruiz Tacoronte (Spanien) | Jena Publik: 1 253 Domare: Ruiz Tacoronte (Spanien) |
| 17:30 UTC+2 | 17:30 UTC+2  |                             |                 |                  | Jena Publik: 1 253 Domare: Ruiz Tacoronte (Spanien) | Jena Publik: 1 253 Domare: Ruiz Tacoronte (Spanien) |
| 17:30 UTC+2 | 17:30 UTC+2  |                             |                 |                  | Jena Publik: 1 253 Domare: Ruiz Tacoronte (Spanien) | Jena Publik: 1 253 Domare: Ruiz Tacoronte (Spanien) |

|             | 27 juni 2001 | Tyskland                                                                       | 5 – 0           | Ryssland | Steigerwaldstadion                                  |                                                     |
| 15:00 UTC+2 | 15:00 UTC+2  | Bettina Wiegmann 43′ Birgit Prinz 50′ Maren Meinert 69′ Sandra Smisek 73′, 90′ | (1 – 0) Rapport |          | Erfurt Publik: 6 249 Domare: Bente Skovgang (Norge) | Erfurt Publik: 6 249 Domare: Bente Skovgang (Norge) |
| 15:00 UTC+2 | 15:00 UTC+2  |                                                                                |                 |          | Erfurt Publik: 6 249 Domare: Bente Skovgang (Norge) | Erfurt Publik: 6 249 Domare: Bente Skovgang (Norge) |
| 15:00 UTC+2 | 15:00 UTC+2  |                                                                                |                 |          | Erfurt Publik: 6 249 Domare: Bente Skovgang (Norge) | Erfurt Publik: 6 249 Domare: Bente Skovgang (Norge) |

|             | 27 juni 2001 | Sverige                                                                        | 4 – 0           | England | Ernst-Abbe-Sportfeld                                 |                                                      |
| 17:00 UTC+2 | 17:00 UTC+2  | Jane Törnqvist 2′ Kristin Bengtsson 26′ Hanna Ljungberg 75′ Sofia Eriksson 80′ | (2 – 0) Rapport |         | Jena Publik: 1 000 Domare: Claudine Brohet (Belgien) | Jena Publik: 1 000 Domare: Claudine Brohet (Belgien) |
| 17:00 UTC+2 | 17:00 UTC+2  |                                                                                |                 |         | Jena Publik: 1 000 Domare: Claudine Brohet (Belgien) | Jena Publik: 1 000 Domare: Claudine Brohet (Belgien) |
| 17:00 UTC+2 | 17:00 UTC+2  |                                                                                |                 |         | Jena Publik: 1 000 Domare: Claudine Brohet (Belgien) | Jena Publik: 1 000 Domare: Claudine Brohet (Belgien) |

|             | 30 juni 2001 | England | 0 – 3           | Tyskland                                                   | Ernst-Abbe-Sportfeld                               |                                                    |
| 14:10 UTC+2 | 14:10 UTC+2  |         | (0 – 0) Rapport | 57′ Petra Wimbersky 65′ Bettina Wiegmann 68′ Renate Lingor | Jena Publik: 11 312 Domare: Bente Skovgang (Norge) | Jena Publik: 11 312 Domare: Bente Skovgang (Norge) |
| 14:10 UTC+2 | 14:10 UTC+2  |         |                 |                                                            | Jena Publik: 11 312 Domare: Bente Skovgang (Norge) | Jena Publik: 11 312 Domare: Bente Skovgang (Norge) |
| 14:10 UTC+2 | 14:10 UTC+2  |         |                 |                                                            | Jena Publik: 11 312 Domare: Bente Skovgang (Norge) | Jena Publik: 11 312 Domare: Bente Skovgang (Norge) |

|             | 30 juni 2001 | Sverige        | 1 – 0   | Ryssland | Steigerwaldstadion                                  |                                                     |
| 14:10 UTC+2 | 14:10 UTC+2  | Fagerström 76′ | Rapport |          | Erfurt Publik: 820 Domare: Ruiz Tacoronte (Spanien) | Erfurt Publik: 820 Domare: Ruiz Tacoronte (Spanien) |
| 14:10 UTC+2 | 14:10 UTC+2  |                |         |          | Erfurt Publik: 820 Domare: Ruiz Tacoronte (Spanien) | Erfurt Publik: 820 Domare: Ruiz Tacoronte (Spanien) |
| 14:10 UTC+2 | 14:10 UTC+2  |                |         |          | Erfurt Publik: 820 Domare: Ruiz Tacoronte (Spanien) | Erfurt Publik: 820 Domare: Ruiz Tacoronte (Spanien) |

### Grupp B
| Nr | Lag       | S | V | O | F | GM | IM | MS | P |
| -- | --------- | - | - | - | - | -- | -- | -- | - |
| 1  | Danmark   | 3 | 2 | 0 | 1 | 6  | 5  | +1 | 6 |
| 2  | Norge     | 3 | 1 | 1 | 1 | 4  | 2  | +2 | 4 |
| 3  | Italien   | 3 | 1 | 1 | 1 | 3  | 4  | −1 | 4 |
| 4  | Frankrike | 3 | 1 | 0 | 2 | 5  | 7  | −2 | 3 |

|             | 25 juni 2001 | Italien                  | 2 – 1           | Danmark               | Waldstadion                                           |                                                       |
| 17:30 UTC+2 | 17:30 UTC+2  | Patrizia Panico 12′, 72′ | (1 – 0) Rapport | 75′ Julie Rydahl Bukh | Aalen Publik: 3 193 Domare: Nicole Petignat (Schweiz) | Aalen Publik: 3 193 Domare: Nicole Petignat (Schweiz) |
| 17:30 UTC+2 | 17:30 UTC+2  |                          |                 |                       | Aalen Publik: 3 193 Domare: Nicole Petignat (Schweiz) | Aalen Publik: 3 193 Domare: Nicole Petignat (Schweiz) |
| 17:30 UTC+2 | 17:30 UTC+2  |                          |                 |                       | Aalen Publik: 3 193 Domare: Nicole Petignat (Schweiz) | Aalen Publik: 3 193 Domare: Nicole Petignat (Schweiz) |

|             | 25 juni 2001 | Norge                                                              | 3 – 0           | Frankrike | Donaustadion                                   |                                                |
| 19:45 UTC+2 | 19:45 UTC+2  | Monica Knudsen 14′ Emmanuelle Sykora 18′ (sjm.) Dagny Mellgren 40′ | (3 – 0) Rapport |           | Ulm Publik: 3 100 Domare: Wendy Toms (England) | Ulm Publik: 3 100 Domare: Wendy Toms (England) |
| 19:45 UTC+2 | 19:45 UTC+2  |                                                                    |                 |           | Ulm Publik: 3 100 Domare: Wendy Toms (England) | Ulm Publik: 3 100 Domare: Wendy Toms (England) |
| 19:45 UTC+2 | 19:45 UTC+2  |                                                                    |                 |           | Ulm Publik: 3 100 Domare: Wendy Toms (England) | Ulm Publik: 3 100 Domare: Wendy Toms (England) |

|             | 28 juni 2001 | Frankrike                                                           | 3 – 4           | Danmark                                                                   | Stadion an der Kreuzeiche                             |                                                       |
| 17:30 UTC+2 | 17:30 UTC+2  | Marinette Pichon 21′ Stéphanie Mugneret-Béghé 27′ Gaëlle Blouin 83′ | (2 – 2) Rapport | 15′ (str.), 90′ Gitte Krogh 18′ Christina Bonde 71′ Julie Hauge Andersson | Reutlingen Publik: 6 600 Domare: Eva Ödlund (Sverige) | Reutlingen Publik: 6 600 Domare: Eva Ödlund (Sverige) |
| 17:30 UTC+2 | 17:30 UTC+2  |                                                                     |                 |                                                                           | Reutlingen Publik: 6 600 Domare: Eva Ödlund (Sverige) | Reutlingen Publik: 6 600 Domare: Eva Ödlund (Sverige) |
| 17:30 UTC+2 | 17:30 UTC+2  |                                                                     |                 |                                                                           | Reutlingen Publik: 6 600 Domare: Eva Ödlund (Sverige) | Reutlingen Publik: 6 600 Domare: Eva Ödlund (Sverige) |

|             | 28 juni 2001 | Norge              | 1 – 1           | Italien          | Stadion an der Kreuzeiche                                   |                                                             |
| 19:45 UTC+2 | 19:45 UTC+2  | Dagny Mellgren 16′ | (1 – 1) Rapport | 14′ Rita Guarino | Reutlingen Publik: 6 600 Domare: Elke Fielenbach (Tyskland) | Reutlingen Publik: 6 600 Domare: Elke Fielenbach (Tyskland) |
| 19:45 UTC+2 | 19:45 UTC+2  |                    |                 |                  | Reutlingen Publik: 6 600 Domare: Elke Fielenbach (Tyskland) | Reutlingen Publik: 6 600 Domare: Elke Fielenbach (Tyskland) |
| 19:45 UTC+2 | 19:45 UTC+2  |                    |                 |                  | Reutlingen Publik: 6 600 Domare: Elke Fielenbach (Tyskland) | Reutlingen Publik: 6 600 Domare: Elke Fielenbach (Tyskland) |

|             | 1 juli 2001 | Danmark             | 1 – 0           | Norge | Waldstadion                                           |                                                       |
| 16:30 UTC+2 | 16:30 UTC+2 | Merete Pedersen 85′ | (0 – 0) Rapport |       | Aalen Publik: 3 480 Domare: Claudine Brohet (Belgien) | Aalen Publik: 3 480 Domare: Claudine Brohet (Belgien) |
| 16:30 UTC+2 | 16:30 UTC+2 |                     |                 |       | Aalen Publik: 3 480 Domare: Claudine Brohet (Belgien) | Aalen Publik: 3 480 Domare: Claudine Brohet (Belgien) |
| 16:30 UTC+2 | 16:30 UTC+2 |                     |                 |       | Aalen Publik: 3 480 Domare: Claudine Brohet (Belgien) | Aalen Publik: 3 480 Domare: Claudine Brohet (Belgien) |

|             | 1 juli 2001 | Frankrike                                          | 2 – 0           | Italien | Donaustadion                                         |                                                      |
| 16:30 UTC+2 | 16:30 UTC+2 | Marinette Pichon 37′ Françoise Jezéquel 74′ (str.) | (1 – 0) Rapport |         | Ulm Publik: 3 100 Domare: Elke Fielenbach (Tyskland) | Ulm Publik: 3 100 Domare: Elke Fielenbach (Tyskland) |
| 16:30 UTC+2 | 16:30 UTC+2 |                                                    |                 |         | Ulm Publik: 3 100 Domare: Elke Fielenbach (Tyskland) | Ulm Publik: 3 100 Domare: Elke Fielenbach (Tyskland) |
| 16:30 UTC+2 | 16:30 UTC+2 |                                                    |                 |         | Ulm Publik: 3 100 Domare: Elke Fielenbach (Tyskland) | Ulm Publik: 3 100 Domare: Elke Fielenbach (Tyskland) |

## Slutspel

### Slutspelsträd
|  | Semifinaler | Semifinaler |   |  | Final           | Final |  |
|  |             |             |   |  |                 |       |  |
|  |             |             |   |  |                 |       |  |
|  | Tyskland    | 1           |   |  |                 |       |  |
|  | Norge       | 0           |   |  |                 |       |  |
|  |             |             |   |  |                 |       |  |
|  |             |             |   |  |                 |       |  |
|  |             |             |   |  | Tyskland (e.f.) | 1     |  |
|  |             | Sverige     | 0 |  |                 |       |  |
|  |             |             |   |  |                 |       |  |
|  |             |             |   |  |                 |       |  |
|  |             |             |   |  |                 |       |  |
|  |             |             |   |  |                 |       |  |
|  | Danmark     | 0           |   |  |                 |       |  |
|  | Sverige     | 1           |   |  |                 |       |  |

### Semifinaler
|             | 4 juli 2001 | Tyskland          | 1 – 0           | Norge | Donaustadion                                    |                                                 |
| 15:05 UTC+2 | 15:05 UTC+2 | Sandra Smisek 57′ | (0 – 0) Rapport |       | Ulm Publik: 13 524 Domare: Wendy Toms (England) | Ulm Publik: 13 524 Domare: Wendy Toms (England) |
| 15:05 UTC+2 | 15:05 UTC+2 |                   |                 |       | Ulm Publik: 13 524 Domare: Wendy Toms (England) | Ulm Publik: 13 524 Domare: Wendy Toms (England) |
| 15:05 UTC+2 | 15:05 UTC+2 |                   |                 |       | Ulm Publik: 13 524 Domare: Wendy Toms (England) | Ulm Publik: 13 524 Domare: Wendy Toms (England) |

|             | 4 juli 2001 | Danmark | 0 – 1           | Sverige     | Donaustadion                                          |                                                       |
| 17:30 UTC+2 | 17:30 UTC+2 |         | (0 – 1) Rapport | 9′ Nordlund | Ulm Publik: 7 200 Domare: Katriina Elovirta (Finland) | Ulm Publik: 7 200 Domare: Katriina Elovirta (Finland) |
| 17:30 UTC+2 | 17:30 UTC+2 |         |                 |             | Ulm Publik: 7 200 Domare: Katriina Elovirta (Finland) | Ulm Publik: 7 200 Domare: Katriina Elovirta (Finland) |
| 17:30 UTC+2 | 17:30 UTC+2 |         |                 |             | Ulm Publik: 7 200 Domare: Katriina Elovirta (Finland) | Ulm Publik: 7 200 Domare: Katriina Elovirta (Finland) |

### Final
|             | 7 juli 2001 | Tyskland           | 0000 1 – 0 (e.fl.) | Sverige | Donaustadion                                         |                                                      |
| 15:00 UTC+2 | 15:00 UTC+2 | Claudia Müller 98′ | (0 – 0) Rapport    |         | Ulm Publik: 18 000 Domare: Nicole Petignat (Schweiz) | Ulm Publik: 18 000 Domare: Nicole Petignat (Schweiz) |
| 15:00 UTC+2 | 15:00 UTC+2 |                    |                    |         | Ulm Publik: 18 000 Domare: Nicole Petignat (Schweiz) | Ulm Publik: 18 000 Domare: Nicole Petignat (Schweiz) |
| 15:00 UTC+2 | 15:00 UTC+2 |                    |                    |         | Ulm Publik: 18 000 Domare: Nicole Petignat (Schweiz) | Ulm Publik: 18 000 Domare: Nicole Petignat (Schweiz) |

## Skytteliga
| 3 mål            | 3 mål           | 3 mål |
| ---------------- | --------------- | ----- |
| - Claudia Müller | - Sandra Smisek |       |

| 2 mål                                              | 2 mål                              | 2 mål                              |
| -------------------------------------------------- | ---------------------------------- | ---------------------------------- |
| - Gitte Krogh - Marinette Pichon - Patrizia Panico | - Dagny Mellgren - Hanna Ljungberg | - Maren Meinert - Bettina Wiegmann |

| 1 mål | 1 mål | 1 mål                                                                                                |
| --- | --- | --- |
| - Julie Hauge Andersson - Christina Bonde - Julie Rydahl Bukh - Merete Pedersen - Angela Banks - Stéphanie Mugneret-Béghé - Gaëlle Blouin | - Françoise Jezéquel - Rita Guarino - Monica Knudsen - Aleksandra Svetlitskaja - Kristin Bengtsson - Sofia Eriksson | - Linda Fagerström - Tina Nordlund - Jane Törnqvist - Renate Lingor - Birgit Prinz - Petra Wimbersky |